# Меній-сюр-Ітон
Меній-сюр-Ітон (фр. Mesnils-sur-Iton) — муніципалітет у Франції, у регіоні Верхня Нормандія, департамент Ер. Меній-сюр-Ітон утворено 1 січня 2016 року шляхом злиття муніципалітетів Конде-сюр-Ітон, Дамвіль, Гувіль, Мантелон, Ле-Ронсене-Отене i Ле-Сак. Адміністративним центром муніципалітету є Дамвіль. Населення — 6145 осіб (01.01.2021).

## Історія
1-1-2019 до Меній-сюр-Ітон приєднали колишні муніципалітети Бюї-сюр-Дамвіль, Гранвільє і Роман.